# Уфици
Галерия Уфици (на италиански: Galleria degli Uffizi – букв. галерия от офиси) е световноизвестна галерия, която се намира във Флоренция, Италия. Там са изложени платна и скулптури на Джото, Леонардо да Винчи, Тициан, Ботичели, Рафаело, Микеланджело и други прочути творци.

## История
През 1559 г. херцогът на Флоренция Козимо I де Медичи започва да осъществява своя отдавнашен план да събере важните административни служби – т. нар. uffici, в една сграда. За реализацията на проекта е поканен Джорджо Вазари, който се е учил при Микеланджело. Козимо I му поръчва да построи внушителна сграда, в която да се помещава административният апарат на флорентинската държава. Вазари построява (1560 – 1574) две импозантни крила с колони, ограждащи дълъг двор, който започва от края на площада край Палацо Векио. След смъртта на Вазари (1574) строежът е довършен през 1581 г. от Бернардо Буонталенти и Алфонсо Париги – отново под покровителството на Медичите.
От Вазари е строен и затвореният пасаж, известен днес като „коридор Вазари“, който свързва Уфици и Палацо Векио с намиращия се на около 800 метра отвъд река Арно херцогски дворец – двореца Пити. Пасажът минава над река Арно като покрит коридор над магазините на Понте Векио и дава възможност на херцога бързо да стига до канцелариите. Също така той е и удобен изход за бягство.
Наследникът на Козимо I – Франческо I де Медичи, превръща Уфици в галерия и я отваря за посетители. В основата на тази галерия е семейната колекция от произведения на изкуството на Медичите, събирана няколко века. Последната представителка на фамилията Медичи – Ана Мария, оставя завещание, в което се разпорежда „всички галерии, картини, статуи, библиотеки, бижута и други ценности на Медичите да не бъдат отчуждавани или изнасяни извън столицата или територията на великото херцогство за благото на народа и за стимул на любопитството на чужденците“. Така съкровищата на Медичите и тяхното културно наследство остават завинаги във Флоренция.
След залязването на династията на Медичите колекцията продължава да се попълва. До XVI в. галерията е показвана по молба на посетители. Тя отваря редовно врати за флорентинците и гостите на града през 1765 г.
Днес Уфици съдържа стотици шедьоври на майстори като Джото, Ботичели, Леонардо да Винчи, Рафаело, Джорджоне, Тициан, Фра Филипо Липи и много други и е един от най-прочутите и най-старите световни музеи на изкуствата, пред входа на който се чака с часове и дни.
През 1993 г. кола-бомба експлодира и разрушава част от двореца, убивайки 5 души. Покушението се приписва на мафията.
През лятото на 2007 г. Флоренция е сполетяна от буря и галерията е частично наводнена, а посетителите – евакуирани. Щетите са отстранени до голяма степен.

## Някои от авторите и платната
- Джото – The Ognissanti Madonna, Badia Polyptych
- Симоне Мартини – Благовещение
- Паоло Учело – Битката за Сан Романо
- Пиеро дела Франческа (Диптих на дук Федерико да Монтефелтро и дукеса Батиста Сфорца на Урбино)
- Фра Филипо Липи (Мадона с дете и двама ангели)
- Сандро Ботичели (Примавера, Раждането на Венера, Поклонението на влъхвите, Клевета и др.)
- Хуго ван дер Гус (Триптих Портинари)
- Леонардо да Винчи (Кръщаването на Христос, Благовещение, Поклонението на влъхвите)
- Пиеро ди Козимо (Персей и Андромеда)
- Албрехт Дюрер (Поклонението на влъхвите)
- Микеланджело (Дони Тондо)
- Рафаело (Мадоната с щиглеца, Портрет на папа Лъв X, Автопортрет, Млад мъж с ябълка)
- Тициан (Пролет, Венера от Урбино)
- Пармиджанино (Мадоната с дългия врат)
- Караваджо (Бакхус, Пожертването на Исак от Авраам, Медуза)

## Портрети от коридора Вазари
Коридорът Вазари свърза двореца Уфици с двореца Пити. Там са окачени колекции от 17 век, както и много автопортрети.

## Галерия
- Детайл от „Раждането на Венера“,
Ботичели
- „Пролет“,
Ботичели
- „Венера от Урбино“,
Тициан
- „Флора“,
Тициан
- „Болният Бакхус“,
Караваджо
- „Медуза“,
Караваджо
- „Благовещение“,
Симоне Мартини
- Портрети на Федерико да Монтефелтро и съпругата му,
Пиеро дела Франческа
- „Битката при Сан Романо“,
Паоло Учело
- „Мадона с младенеца и ангел“,
Филипо Липи
- „Тондо Дони“ („Светото семейство“),
Микеланджело
- „Автопортрет“,
Рембранд ван Рейн
- „Автопортрет“,
Рафаело
- „Мадоната с щиглеца“,
Рафаело
- „Портрет на Елизабета Гонзага“,
Рафаело
- „Портрет на папа Юлий II“,
Рафаело